# Скуртешти (Бузау)
Скуртешти (рум. Scurtești) насеље је у Румунији у округу Бузау у општини Ваду Пашиј. Oпштина се налази на надморској висини од 75 m.

## Становништво
Према подацима из 2002. године у насељу је живело 2670 становника, од којих су сви румунске националности.